# Coll de la Dona Morta
El Coll de la Dona Morta és una collada situada a 1.126,6 m alt entre els termes comunal dels Banys d'Arles i Palaldà, a l'antic terme de Montalbà dels Banys (Vallespir, Catalunya del Nord) i municipal de Maçanet de Cabrenys (Alt Empordà).
És a l'extrem sud del terme. És al nord-est del Coll de Perelló i a prop i a ponent de les Collades.